# Perfect World (mangá)
Perfect World (japonês: パーフェクトワールド, Hepburn: Pafekuto Warudo) é uma série de mangá japonesa escrita e ilustrada por Rie Aruga. Foi serializada na revista Kiss da Kodansha de fevereiro de 2014 a janeiro de 2021.
A série foi adaptada para um filme live action e um drama em 2018 e 2019, respectivamente. A série também foi elogiada pela crítica e recebeu o prêmio de mangá Kodansha na categoria shōjo em 2019.

## Enredo
Tsugumi Kawana, de 26 anos, se reencontra com seu amor do ensino médio, Itsuki Ayukawa. Desde o último encontro, Itsuki começou a usar uma cadeira de rodas devido a um acidente que machucou sua medula espinhal.

## Mídias

### Mangá
A série é escrita e ilustrada por Rie Aruga. Estreou em fevereiro de 2014 na Kiss. Em abril de 2019, o autor revelou que a série estava entrando em sua fase final. O mangá terminou em 25 de janeiro de 2021. A Kodansha compilou seus capítulos da série em 12 volumes.
Em 30 de janeiro de 2022, a Editora NewPOP anunciou o lançamento da série no Brasil, tendo o primeiro volume lançado em novembro do mesmo ano.
| N.º | Original                | Original          | Português          | Português         |
| N.º | Data de lançamento      | ISBN              | Data de lançamento | ISBN              |
| --- | ----------------------- | ----------------- | ------------------ | ----------------- |
| 1   | 13 de fevereiro de 2015 | 978-4-06-340948-2 | Novembro de 2022   | 978-85-8362-328-1 |
| 2   | 12 de agosto de 2015    | 978-4-06-340962-8 | Março de 2023      | 978-85-8362-402-8 |
| 3   | 11 de março de 2016     | 978-4-06-340980-2 | Maio de 2023       | 978-85-8362-390-8 |
| 4   | 13 de setembro de 2016  | 978-4-06-340995-6 | Julho de 2023      | 978-85-8362-373-1 |
| 5   | 13 de março de 2017     | 978-4-06-398014-1 | Novembro de 2023   | 978-85-8362-344-1 |
| 6   | 13 de setembro de 2017  | 978-4-06-398032-5 | Fevereiro de 2024  | 978-85-8362-493-6 |
| 7   | 13 de abril de 2018     | 978-4-06-511136-9 | Outubro de 2024    | 978-85-8362-494-3 |
| 8   | 13 de setembro de 2018  | 978-4-06-513184-8 | Dezembro de 2024   | 978-85-8362-495-0 |
| 9   | 13 de março de 2019     | 978-4-06-514897-6 | Fevereiro de 2025  | 978-85-8362-490-5 |
| 10  | 13 de novembro de 2019  | 978-4-06-517686-3 | —                  | —                 |
| 11  | 12 de agosto de 2020    | 978-4-06-520542-6 | —                  | —                 |
| 12  | 12 de março de 2021     | 978-4-06-522785-5 | —                  | —                 |

### Filme
Uma adaptação cinematográfica live-action foi anunciada na edição de julho de 2017 da Kiss. Foi dirigido por Kenji Shibayama e os roteiros foram feitos por Keiko Kanome. Takanori Iwata e Hana Sugisaki interpretaram os protagonistas. Foi lançado nos cinemas japoneses a partir de 8 de outubro de 2018. A banda E-girls interpretou o tema principal do filme.

### Drama de TV
Uma adaptação para TV em live action foi anunciada em 30 de janeiro de 2019. Foi dirigido por Keiichirō Shiraki, escrito por Mayumi Nakatani, e Tori Matsuzaka e Mizuki Yamamoto interpretaram os papéis principais. Foi ao ar na Fuji TV e na Kansai TV a partir de 16 de abril de 2019. A série durou dez episódios.

## Recepção
A série foi premiada como melhor mangá shōjo no 43º Kodansha Manga Awards.
Rebecca Silverman, da Anime News Network, elogiou o primeiro volume, afirmando que os personagens foram "bem pensados" e que a pesquisa da autora sobre o assunto foi "evidente", embora ela tenha sido um pouco crítica em relação à arte, dizendo que ela pode ser "implacável quando precisa ser". Sean Gaffney, do A Case Suitable for Treatment, também elogiou a série por seus personagens e história, concluindo com "não é perfeita, mas estou absolutamente pronto para ler mais sobre este mundo". Demelza do Anime UK News também elogiou o primeiro volume, apesar de ter alguns sentimentos confusos sobre algumas partes dele. Na sua análise do segundo volume, elogiaram-no por melhorar algumas das suas preocupações com o volume anterior, embora afirmassem que pode ser difícil de ler devido aos seus temas.